# Лоджия
Ло́джия (от италиански: Loggia, от латински: Logeum – скеле, платформа на театралната сцена) е част от сграда, която е частично отворена от една, по-рядко от две, страни (ъглова лоджия), но за разлика от балконите и терасите не излиза извън вертикалната проекция на основата на сградата, като е разположена от вътрешната страна на нейните фасади.
В жилищната архитектура на XX–XXI век името „лоджия“ се доближава до концепцията за модифициран балкон, вдлъбнат в стената и отворен само от едната страна, понякога остъклен . Подобно идентифициране на лоджия и балкон е неточно от гледна точка на историята и теорията на архитектурата, тъй като исторически лоджиите възникват като галерии на първия етаж на италианските палацо, отворени към пространството на улица или градски площад.

- Галерия в стил северноиталианска готика, неточно наричана лоджия – Замък Буонконсильо, Тренто, Италия
- Двуетажна галерия, подобна на лоджия във вътрешния двор на Палацо Брера в Милано, Италия. Архитект Г. Пиермарини, 1780.
- Лоджия на жилищна сграда в Буенос Айрес, Аржентина
- Мозайка на главния кораб на базиликата Сант Аполинаре Нуово в Равена, Италия. Изобразява аркадата на двореца на Теодорих. Вместо образите на арианските светци, унищожени през VI век, в празните арки са изобразени драперии.